# Paul Lavric
Paul Lavric (n. 14 octombrie 1928, Berea, județul Satu Mare) este un actor român de teatru și film, care a jucat la la Teatrul Dramatic din Brașov.

## Filmografie
- Zestrea domniței Ralu (1971)
- Sfînta Tereza și diavolii (1972) - general român
- Ciprian Porumbescu (1973) - gardianul
- Stejar – extremă urgență (1974) - inginerul german Otto Wolf
- Pe aici nu se trece (1975)
- Cursa (1975) - George
- Trei zile și trei nopți (1976) - Ieremia, președintele Forumului Plugarilor
- Iarna bobocilor (1977) - primarul Iustinian
- Iarba verde de acasă (1977) - nea Vasile, președintele Sfatului Popular Comunal
- Ediție specială (1978)
- Doctorul Poenaru (1978) - nea Fănică, omul politic trecut la averescani
- Totul pentru fotbal (1978) - responsabilul de cantină Sandu
- Vlad Țepeș (1979)
- Expresul de Buftea (1979) - bărbatul matur din tren
- Jachetele galbene (1979) - Jaguarul
- Bietul Ioanide (1980) - profesorul universitar Ermil Conțescu
- Munții în flăcări (1980) - Boeriu
- Castelul din Carpați (1981) - hangiul Ionas
- Croaziera (1981) - dr. Velicu
- Destinația Mahmudia (1981)
- La capătul liniei (1983) - recepționerul hotelului
- Bocet vesel (1984)
- Eroii nu au vârstă (Serial TV, 1984) Comisarul Beraru
- Emisia continuă (1984)
- Glissando (1984)
- Fapt divers (1985)
- Rîdeți ca-n viață (1985)
- Bătălia din umbră (1986)
- Trenul de aur (1986)
- Încrederea (1986)
- Un oaspete la cină (1986)
- Primăvara bobocilor (1987) - badea Vasălie Gumă, ciurdar
- Umbrele soarelui (1988) - Gligor
- Să-ți vorbesc despre mine (1988)